# Olapa phaeospila
Olapa phaeospila är en fjärilsart som beskrevs av Collenette 1953. Olapa phaeospila ingår i släktet Olapa och familjen tofsspinnare. Inga underarter finns listade i Catalogue of Life.